# 예수의 성전 정화

예수의 성전 정화 사건은 예수가 상인들과 환전상들을 성전에서 쫓아낸 사건이다. 신약성경의 정경으로 인정받는 네 복음서 모두에 기록되어 있다.
예수와 그의 제자들은 유월절을 위해 예루살렘으로 갔다. 그곳에서 예수는 성전에서 상인과 소비자를 추방하고 성전을 "도적의 소굴"(공관 복음서에서)과 "장사하는 집"(요한의 복음서에서)으로 만들었다고 비난한다.
이 이야기는 공관복음의 끝 부분(마태복음 21:12~17, 마가복음 11:15~19, 누가복음 19:45~48)과 요한복음의 시작 부분(요한복음 2:13~ 16)에 위치한다. 요한복음에 유월절이 두번 이상 등장한다는 점을 감안할 때 성전 정화 사건이 두 번 있었다고 보는 학자들도 있다.

## 설명

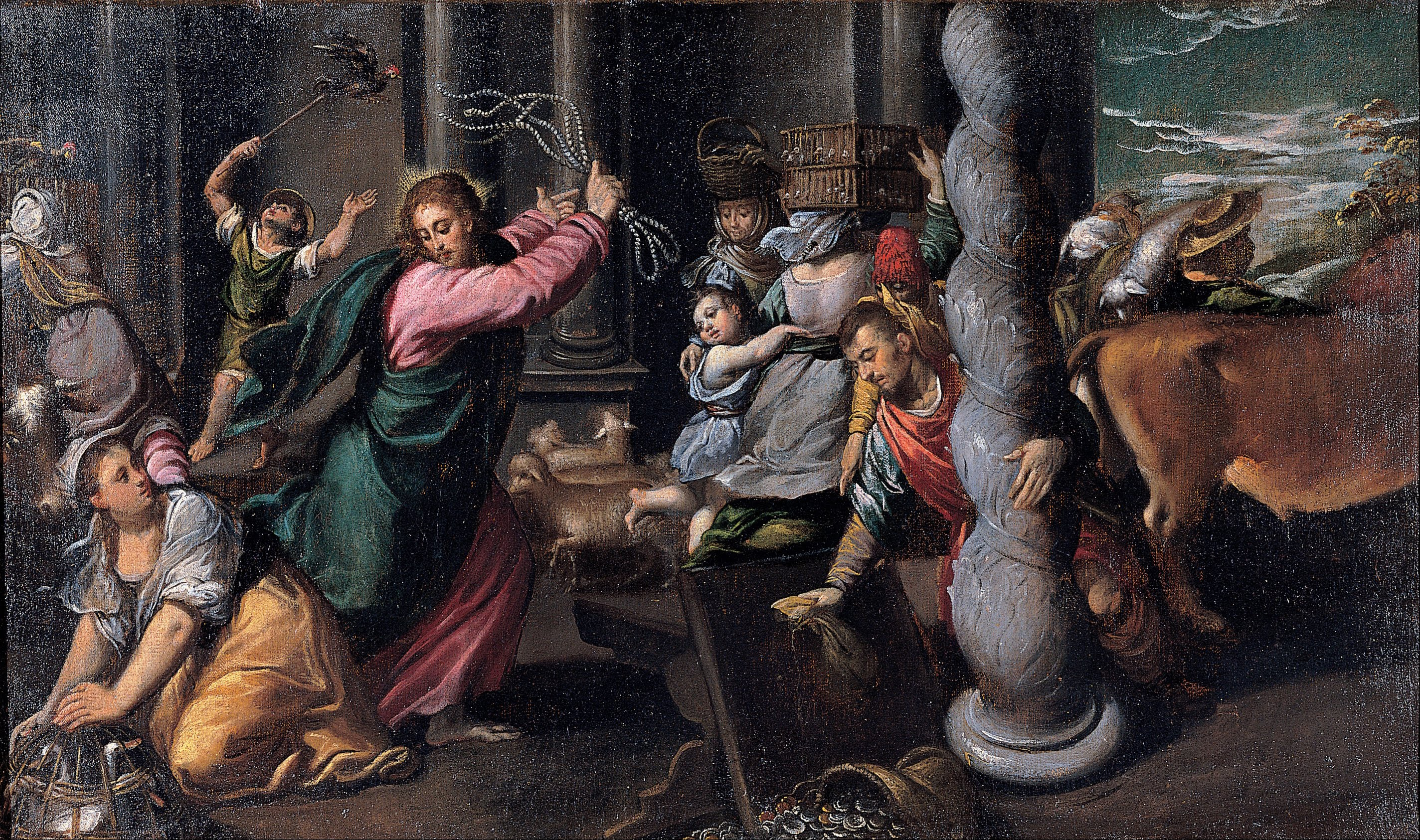
성전을 정화하는 예수

예수는 예루살렘에 있는 성전을 방문했다고 기록되어 있는데, 그곳의 안뜰은 가축, 상인, 그리고 그리스와 로마의 표준 화폐를 유대와 티레(두로)의 셰켈로 바꾸는 환전상들의 상으로 가득 차 있는 것으로 묘사된다. 예루살렘은 유월절을 지키러 온 유대인들로 붐볐는데, 30만에서 40만 명의 순례자들이 있었을 것으로 추정된다.
그가 가는 끈으로 채찍을 만들어 양과 소를 다 성전에서 쫓아내니 환전상들의 돈을 쏟고 상들을 엎어 버렸다. 비둘기 파는 자들에게 이르시되 이것들을 여기서 가져가라 내 아버지의 집을 장사하는 집으로 만들지 말라. — 요한복음 2:15–16
예수께서 하나님의 성전에 들어가사 성전 안에서 매매하는 자들을 다 내쫓으시며 돈 바꾸는 자들의 상과 비둘기 파는 자들의 의자를 둘러 엎으시고 그들에게 이르시되 기록되었으되 내 집은 기도하는 집이라 일컬어지리라. 그러나 너희는 그것을 도둑의 소굴로 만들었다. — 마태복음 21:12–13
마가복음 12장 40절과 누가복음 20장 47절에서 예수는 성전 당국이 도둑질을 했다고 비난했고, 가난한 과부가 착취되었다고 말한다. 계속해서 마가복음 12:42과 누가복음 21:2에서 이에 대한 증거를 제시하는데, 비둘기 파는 사람들은 더 거창한 제물을 바칠 능력이 없는 가난한 사람들, 특히 여자들의 제물로 바쳐진 비둘기를 팔고 있었다. 마가복음 11장 16절에 따르면, 예수는 성전을 통해 상품을 운반하는 사람들에게 금수 조치를 가했다. 이는 모든 상업을 방해하는 제재였다. 이것은 동물을 사고파는 곳인 이방인의 뜰인 가장 바깥뜰에서 일어났다.
마태복음 21장 14~16절에서는 성전 지도자들이 예수께 어린이들이 "호산나 다윗의 자손이여"를 외치는 것을 아느냐고 물었다. 예수님은 "어린아이와 젖먹이의 입으로 찬양을 정하셨다"라고 대답했는데, 이 문구는 시편 8:2의 "어린아이와 젖먹이의 입술에서"라는 문구와 같으며, 추종자들은 예수가 자신의 신성을 인정했다고 믿었다.

## 같이 보기
- 복음서 조화
- 예수의 공생애

## 참고문헌
- Brown, Raymond E. An Introduction to the New Testament, Doubleday (1997) ISBN 0-385-24767-2
- Brown, Raymond E. The New Jerome Biblical Commentary, Prentice Hall (1990) ISBN 0-13-614934-0
- Miller, Robert J. The Complete Gospels, Polebridge Press (1994), ISBN 0-06-065587-9
- Myers, Ched. Binding the Strong Man: A political reading of Mark's story of Jesus. Orbis (1988) ISBN 0-88344-620-0